# Јован Страцимир
Јован Страцимир (буг. Иван Срацимир; 1324. или 1325—1396. или 1397) био је бугарски цар у Видину од 1356. до 1396. године.

## Биографија
Јован Страцимир био је син бугарског цара Јована Александра. Рођен је у Ловечу 1324. или 1325. године. Његов отац тада је био деспот Ловеча. Године 1337. проглашен је очевим савладаром заједно са својом браћом Михајлом Асеном IV Бугарским и Јованов Асеном IV. Године 1347. оженио је своју прву жену - Сару Теодору, Јеврејку. Године 1356. Јован Александар поделио је своје царство. У Бугарској је основао засебну државу са центром у Видину. Поверио ју је на управу Страцимиру. Године 1365, угарски краљ Лајош I Анжујски напада и осваја бугарски град Видин. Јован Страцимир га је повратио четири године касније уз помоћ влашког војводе Владислава I.
Након смрти Јована Александра (17. фебруар 1371. година) Бугарска се поделила у неколико независних држава. Већи део бивше Бугарске био је под контролом царевог сина Јована Шишмана; северозападна подручја (Видинско царство) било је под контролом Јована Страцимира, а Добруџа је и даље била у рукама Добротице. Већи део Македоније поделило је неколико српских феудалаца.

## Губитак Софије
Након битке на Марици, Мурат покреће поход на Бугарску и осваја велике делове Тракије. Јован Шишман је принуђен на вазалан однос и предају појединих територија. Док се Јован Шишман очајнички одупирао Турцима, његов брат Јован Страцимир му је преотео неке територије. Међу њима је био и важан град Софија који је дуго био предмет спора између браће. Добротица такође није слао никакву помоћ Шишману. Био је заузет покушајем да на престо Трапезундског царства постави свога зета. Након привременог примирја, Мурат 1380. године поново покреће поход на Бугарску са циљем да освоји Софију. Градом је командовао бан Јанука. Он је успео одбити све нападе Лале Шахина. Турски војсковођа је био принуђен да се повуче у Хадријанопољ (Једрене) и извести султана о свом неуспеху. Док је Лала Шахин био одсутан, Турци су успели да заробе бана Јануку. Град се након тога предао. Турци су у граду населили мноштво муслимана из Мале Азије. Следеће године су заузели и Сер. У периоду од 1384. до 1386. вођен је рат између Бугарске и Влашке. Власима је пришао и Шишманов брат Јован Страцимир. Године 1386. Мурат осваја и пљачка Пирот и Ниш након дуге борбе. Убијено је мноgо Бугара.

## Последње године и смрт
Јован постаје угарски владар након турске кампање 1388. године. У даљим борбама остао је пасиван. Османлије су освајале део по део Трновског царства. Велико Трново пало је 1393. године. Јован Шишман гине у борби 1395. године, а следеће године Страцимир се придружује хришћанима који организују крсташки рат под вођством Жигмунда. Бугарски владар Видина предаје крсташима турски гарнизон. Турски гарнизон Орахово покушао је да се одупре крсташима, али су их локални Бугари приморали на предају. Међутим, султан Бајазит наноси главнини крсташке армије велики пораз код Никопоља. Крајем 1396. или почетком 1397. године пао је и Видин. Страцимир је заробљен и послат у Бурсу где је задављен.

## Породично стабло
|  |                                       |  |  |  |  |  |  |  |  |  |  |  |  |  |  |  |
|  | 4. Sracimir of Krǎn                   |  |  |  |  |  |  |  |  |  |  |  |  |  |  |  |
|  |                                       |  |  |  |  |  |  |  |  |  |  |  |  |  |  |  |
|  |                                       |  |  |  |  |  |  |  |  |  |  |  |  |  |  |  |
|  | 2. Јован Александар                   |  |  |  |  |  |  |  |  |  |  |  |  |  |  |  |
|  |                                       |  |  |  |  |  |  |  |  |  |  |  |  |  |  |  |
|  |                                       |  |  |  |  |  |  |  |  |  |  |  |  |  |  |  |
|  | 10. Shishman of Vidin                 |  |  |  |  |  |  |  |  |  |  |  |  |  |  |  |
|  |                                       |  |  |  |  |  |  |  |  |  |  |  |  |  |  |  |
|  |                                       |  |  |  |  |  |  |  |  |  |  |  |  |  |  |  |
|  | 5. Keratsa Petritsa                   |  |  |  |  |  |  |  |  |  |  |  |  |  |  |  |
|  |                                       |  |  |  |  |  |  |  |  |  |  |  |  |  |  |  |
|  |                                       |  |  |  |  |  |  |  |  |  |  |  |  |  |  |  |
|  | 22. Peter                             |  |  |  |  |  |  |  |  |  |  |  |  |  |  |  |
|  |                                       |  |  |  |  |  |  |  |  |  |  |  |  |  |  |  |
|  |                                       |  |  |  |  |  |  |  |  |  |  |  |  |  |  |  |
|  | 11. Unnamed                           |  |  |  |  |  |  |  |  |  |  |  |  |  |  |  |
|  |                                       |  |  |  |  |  |  |  |  |  |  |  |  |  |  |  |
|  |                                       |  |  |  |  |  |  |  |  |  |  |  |  |  |  |  |
|  | 23. Anna-Theodora Asenina of Bulgaria |  |  |  |  |  |  |  |  |  |  |  |  |  |  |  |
|  |                                       |  |  |  |  |  |  |  |  |  |  |  |  |  |  |  |
|  |                                       |  |  |  |  |  |  |  |  |  |  |  |  |  |  |  |
|  | 1. Јован Страцимир                    |  |  |  |  |  |  |  |  |  |  |  |  |  |  |  |
|  |                                       |  |  |  |  |  |  |  |  |  |  |  |  |  |  |  |
|  |                                       |  |  |  |  |  |  |  |  |  |  |  |  |  |  |  |
|  | 12. Thocomerius                       |  |  |  |  |  |  |  |  |  |  |  |  |  |  |  |
|  |                                       |  |  |  |  |  |  |  |  |  |  |  |  |  |  |  |
|  |                                       |  |  |  |  |  |  |  |  |  |  |  |  |  |  |  |
|  | 6. Басараб I од Влашке                |  |  |  |  |  |  |  |  |  |  |  |  |  |  |  |
|  |                                       |  |  |  |  |  |  |  |  |  |  |  |  |  |  |  |
|  |                                       |  |  |  |  |  |  |  |  |  |  |  |  |  |  |  |
|  | 3. Теодора Влашка                     |  |  |  |  |  |  |  |  |  |  |  |  |  |  |  |
|  |                                       |  |  |  |  |  |  |  |  |  |  |  |  |  |  |  |
|  |                                       |  |  |  |  |  |  |  |  |  |  |  |  |  |  |  |